# Hrenovka
Hrenovka je vrsta obarene kobasice. Naziv dolazi od hrenske kobasice – kobasice koja se jede s hrenom.
Obično se pravi od sitno sjeckane, ali najčešće mljevene svinjetine, teletine, govedine, peradi ili konjskog mesa s masti. Pune se u ovčja crijeva, a u novije vrijeme u umjetne omotače, koji se nakon obarivanja najčešće skidaju s kobasice. Sadrži do 30 % vode.